# Гильом II (дофин Оверни)
Гильом II де Клермон, Гильом Дофин (Guillaume II de Clermont, dit Guillame Dauphin) (ок. 1175/1180 — 1239/1240) — граф Клермона и Монферрана (Гильом VIII), дофин Оверни (Гильом II) с 1234.
Сын Роберта IV Дофина (ум. 1234). Ещё при жизни отца (не позднее 1226, возможно — в 1212 г.) получил в управление графство Монферран (Клермон), сеньории Рошфор-Монтань, Крок, Водабль, Херман, Шанона, Монроньон. В 1230 г. король пожаловал ему сеньорию Понжибо.
С 1234 дофин Оверни.
Первая жена (свадьба — не позднее 1196 г.) — Югетта де Шамальер, дочь Гильома, сеньора де Шамальер. Сын:
- Роберт II Дофин (ум. 1262), граф де Клермон.

Вторая жена (свадьба — не позднее 1212 г.) — Изабелла (Изабо) (согласно некоторым источникам — дочь Аршамбо де Монлюсона). Дочь:
- Екатерина, дама де Херман и де Мюра-ле-Кер, муж — Гишар V де Божё, сеньор де Монпансье. Их сын Гильом де Боже был магистром ордена тамплиеров.

Третья жена — Филиппа. В 1241 году вторым браком вышла замуж за Роберта II, сеньора де Курсель и дю Брёйль.
Гильом II умер между 17 октября 1239 и 19 ноября 1240 года.